# Casablanca (tidning)
Casablanca var en svensk serietidning med äventyrsserier, utgiven av förlaget RSR Epix åren 1987–1988. Till skillnad från förlagets övriga tidningsutgivning med följetongsserier innehöll Casablanca alltid ett helt album (se nedan). När tidningen lades ner flyttades mycket av innehållet över till modertidningen Epix.

## Utgåvor
| Årgång | Nummer | Sidor | Album                                                         |
| ------ | ------ | ----- | ------------------------------------------------------------- |
| 1987   | 1      | 100   | "Djävulens natt" av Jan Bucquoy/Marc Hernu                    |
| 1987   | 2      | 100   | "Vic Valence: En natt hos Tennessee" av Jean-Pierre Autheman  |
| 1987   | 3      | 100   | "Hajens dröm" av Matthias Schultheiss                         |
| 1987   | 4      | 100   | "Palmer: Special Number One" av Attilio Micheluzzi            |
| 1987   | 5      | 100   | "Alain Moreau: Detektiv" av Jan Bucquoy/Marc Hernu            |
| 1987   | 6      | 100   | "Anarkisterna" av Jean-Paul Dethorey/Jean Giroud              |
| 1987   | 7      | 100   | "Gisslan" av Jean-Pierre Autheman/Craig Rousseau              |
| 1987   | 8      | 100   | "Carrat Vandall" av Daniel de Carpentrie                      |
| 1987   | 9      | 100   | "Roxanna" av Brian LeTenre/Régis Loisel                       |
| 1988   | 1      | 100   | "Alain Moreau: Stymparsekten" av Jan Bucquoy/Marc Hernu       |
| 1988   | 2      | 100   | "Vic Valence: Den tysta passageraren" av Jean-Pierre Autheman |
| 1988   | 3      | 100   | "Fiskaren" av Ricardo Barreiro/Massimo Rotundo                |
| 1988   | 4      | 100   | "Nadja" av Victor De la Fuente/Victor Mora                    |
| 1988   | 5      | 100   | "Eloise" av Hermann Huppen                                    |